# Księżpol

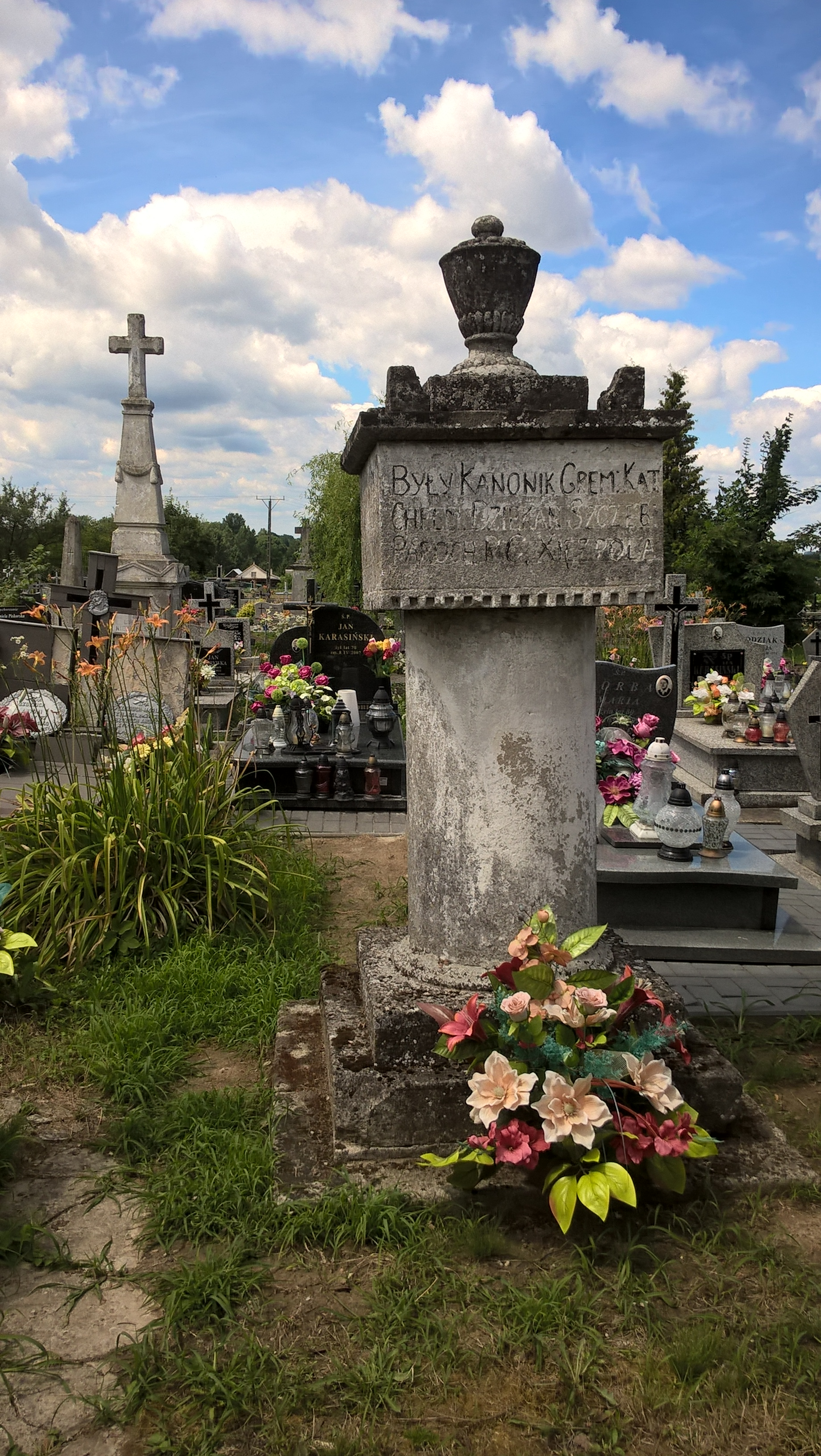
Grób biskupa Jana Teraszkiewicza

Księżpol (pierwotnie Księżopole, dawniej Kniaźpol, ukr. Княжпіль, ros. Княжполь) – wieś gminna w Polsce położona w województwie lubelskim, w powiecie biłgorajskim, w gminie Księżpol.
| SIMC    | Nazwa    | Rodzaj    |
| ------- | -------- | --------- |
| 0892234 | Podborki | część wsi |

Wieś jest sołectwem, siedzibą gminy  wiejskiej Księżpol. Według Narodowego Spisu Powszechnego z roku 2011 wieś liczyła 1210 mieszkańców i była największą co do liczby ludności miejscowością gminy.
Wieś królewska Księzopol, położona była w 1589 roku w starostwie niegrodowym krzeszowskim w ziemi przemyskiej województwa ruskiego. W latach 1954–1972 wieś należała i była siedzibą władz gromady Księżpol. W latach 1975–1998 miejscowość administracyjnie należała do województwa zamojskiego.
Wieś jest siedzibą rzymskokatolickiej parafii 
Podwyższenia Krzyża Świętego w Księżpolu.

## Położenie
Księżpol leży w regionie typowo rolniczym, na pograniczu Płaskowyżu Tarnogrodzkiego i Równiny Biłgorajskiej, nad Tanwią (kąpielisko). Wieś leży pomiędzy Biłgorajem a Tarnogrodem, w bezpośrednim sąsiedztwie drogi wojewódzkiej nr 835 w relacji Lublin – Przemyśl.

## Infrastruktura
W Księżpolu działa m.in. Gminny Ośrodek Zdrowia, zespół szkół (szkoła podstawowa i gimnazjum), Gminny Ośrodek Kultury oraz Biblioteka Publiczna.

## Historia
Księżpol powstał na początku XVI wieku pod nazwą Księżopole. Dokumenty podatkowe z 1507 roku wskazują na istnienie w Księżpolu prawosławnej cerkwi dla mieszkańców, którzy byli Rusinami. Miejscowość należała wtedy do starostwa krzeszowskiego w ziemi przemyskiej (województwo ruskie). W 1588 Księżpol znalazł się w dobrach Jana Zamoyskiego a następnie Ordynacji Zamojskiej, gdzie został w 1792 ośrodkiem klucza skupiającego 13 miejscowości. W 1867 w nowo utworzonym powiecie biłgorajskim (gubernia lubelska) powstała gmina Księżpol z siedzibą w Księżpolu. Księżpol posiadał w XIX wieku około 100 domostw oraz szkołę elementarną.

## Zabytki
Głównym zabytkiem wsi jest kościół parafialny pw. Podwyższenia Krzyża Świętego. Budynek ten powstał jako parafialna cerkiew unicka dla miejscowych Rusinów w 1858 i został ufundowany przez ordynata Konstantego Zamoyskiego w miejsce poprzedniej cerkwi z roku 1679 (zbudowanej także z fundacji Zamoyskich). Jednakże pierwszą świątynią w tej miejscowości była cerkiew prawosławna, której istnienie potwierdzają zapisy podatkowe z roku 1507. W latach 1875–1917 (po likwidacji unickiej diecezji chełmskiej) dotychczasowa parafia unicka należała do Rosyjskiego Kościoła Prawosławnego. W 1919 cerkiew została zrewindykowana na rzecz nowo powstałej w tej miejscowości parafii rzymskokatolickiej.
W 1937 roku wysiłkiem miejscowej społeczności prawosławnej w Księżpolu wzniesiono cerkiew drewnianą. Została ona zburzona w 1938 roku w ramach akcji niszczenia świątyń prawosławnych na Chełmszczyźnie i Południowym Podlasiu. W latach 1941–1944 murowana świątynia była ponownie użytkowana przez prawosławnych.
W Księżpolu, nieopodal kościoła, w kierunku północnym, znajduje się rzymskokatolicki cmentarz (dawniej unicki, powstały z kolei na miejscu prawosławnego) z najstarszym nagrobkiem sięgającym 1828. Na cmentarzu znajduje się 12 mogił żołnierzy z września 1939 oraz Kopiec Żołnierski z I wojny światowej. Około 1,5 km w kierunku północno-wschodnim od dzisiejszego kościoła, znajduje się wciąż czynny cmentarz prawosławny (wiele najstarszych kamiennych nagrobków zostało poddane aktom wandalizmu).

## Galeria

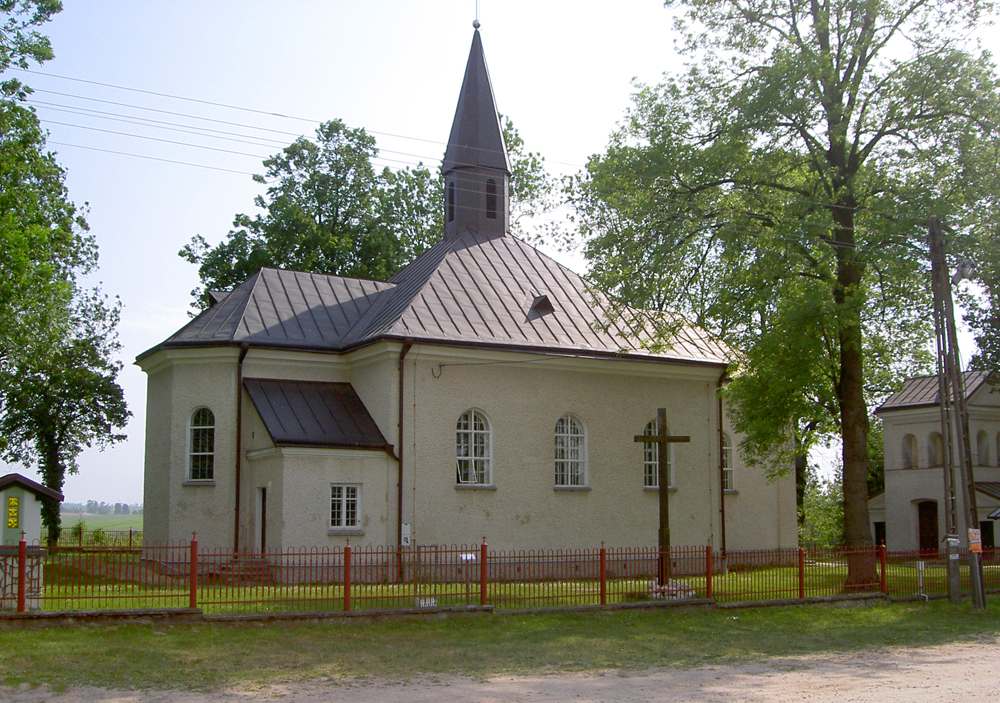
Dzisiejszy widok na kościół
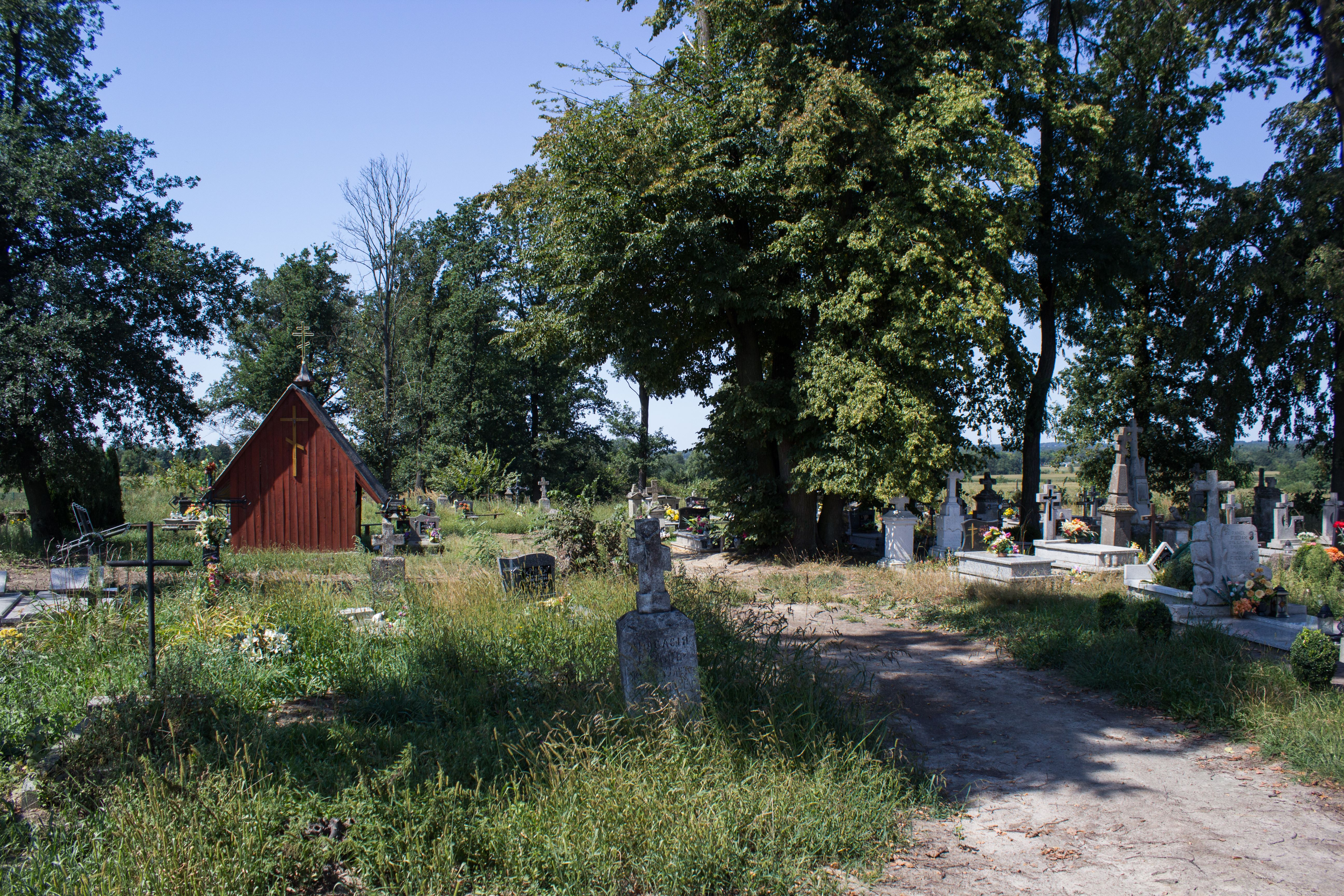
Cmentarz prawosławny, widok ogólny
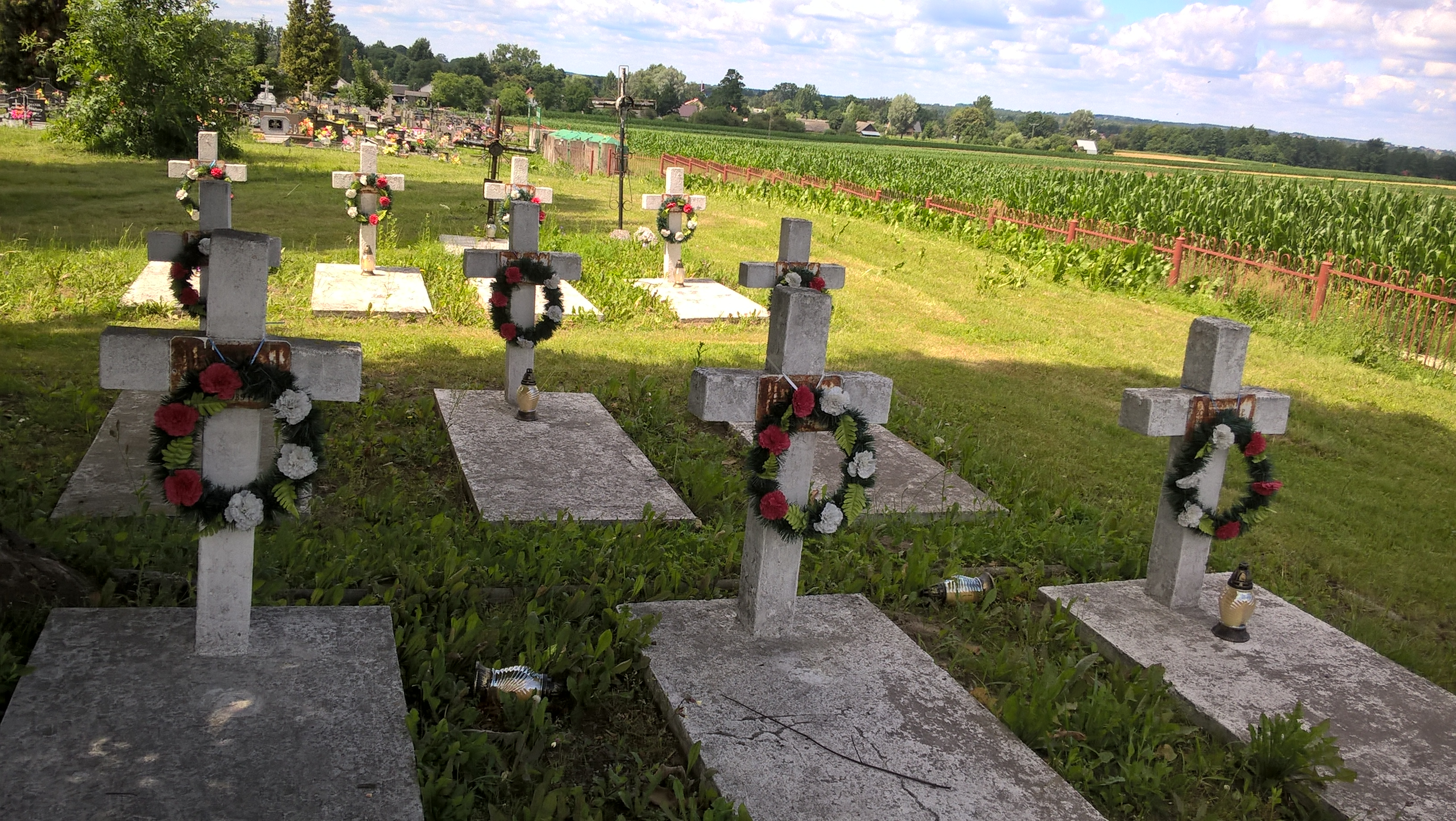
Groby żołnierzy z I wojny światowej
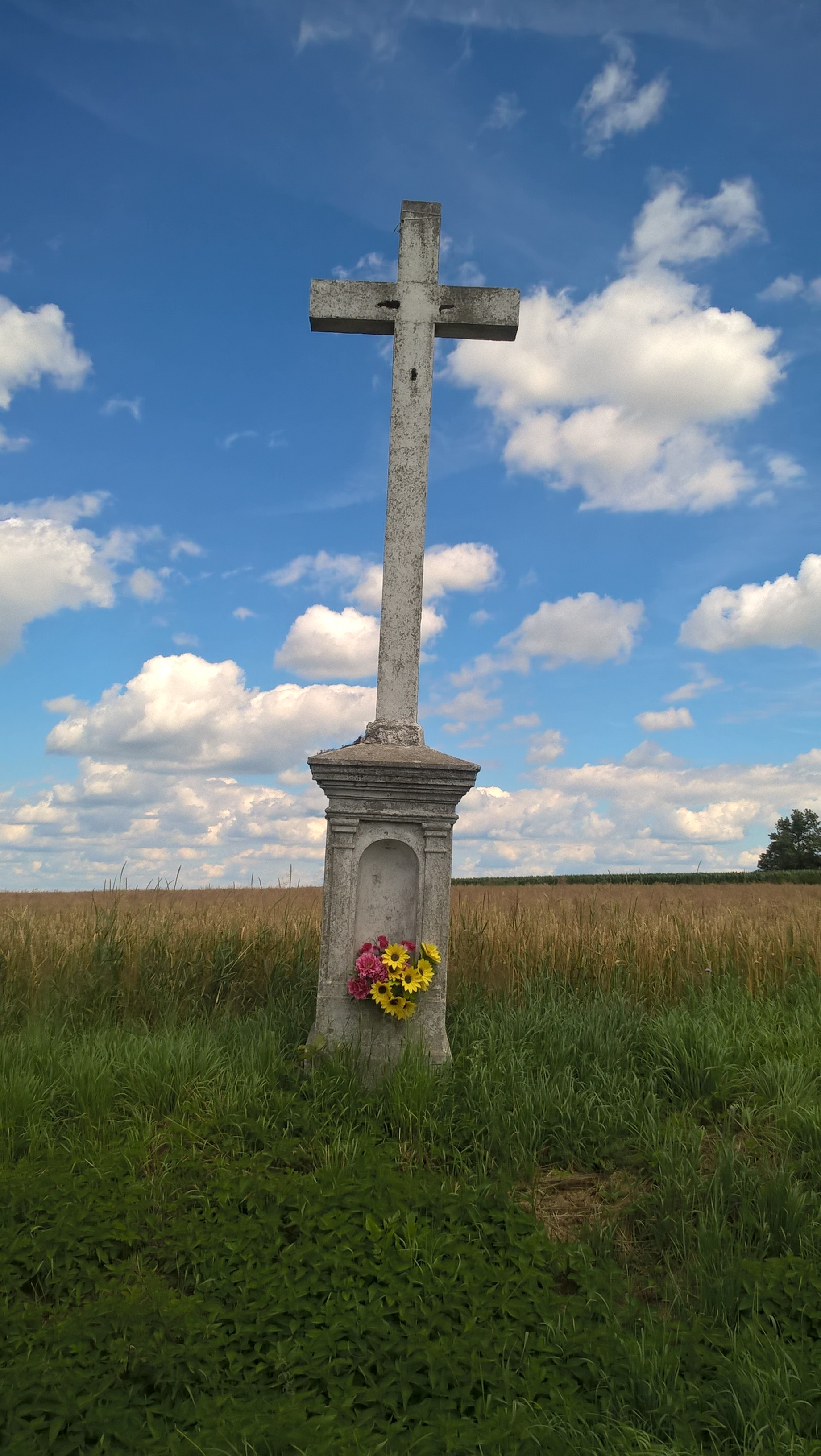
Krzyż przydrożny